# Goethestraße (Bad Freienwalde)

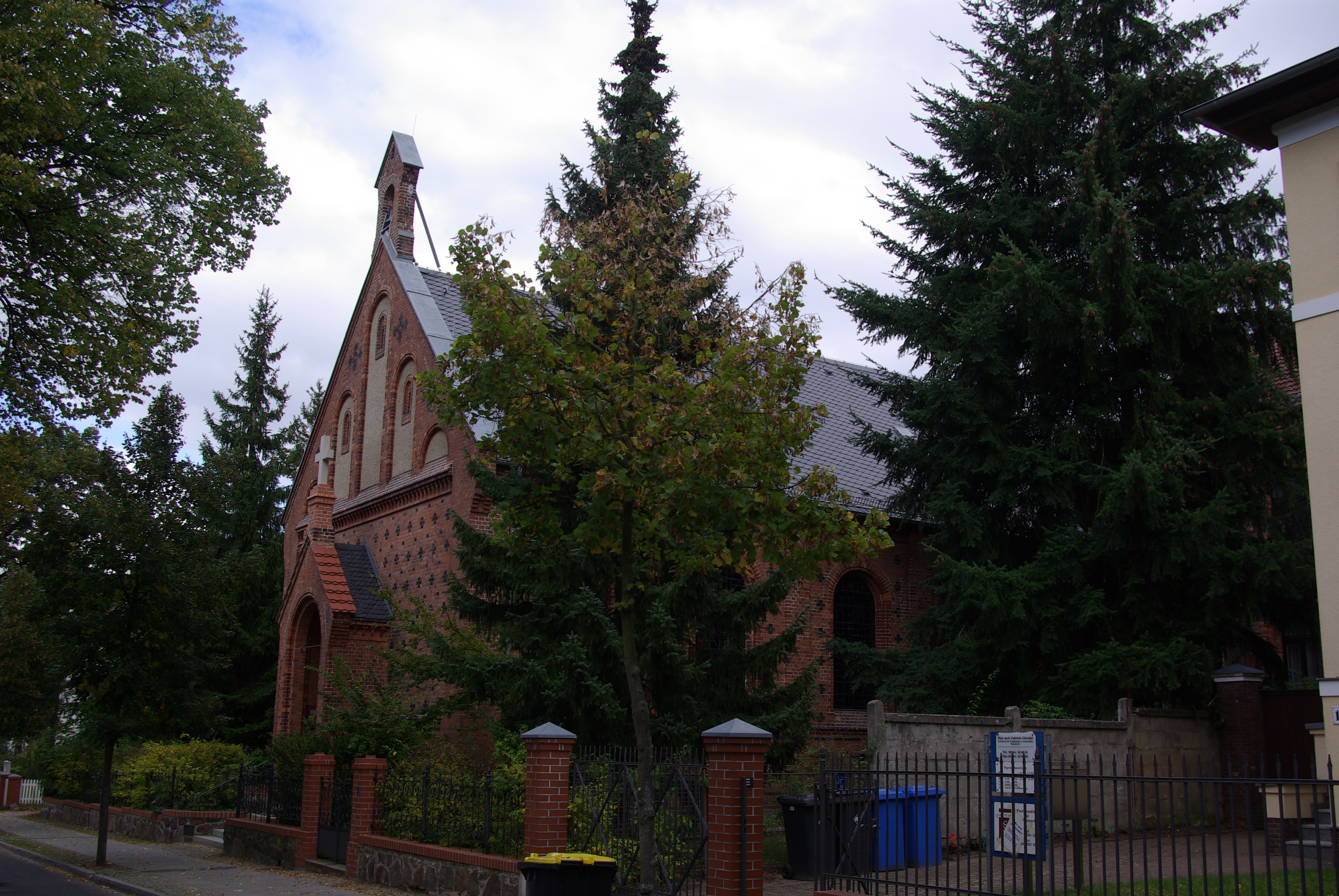
Die katholische Kirche in der Goethestraße

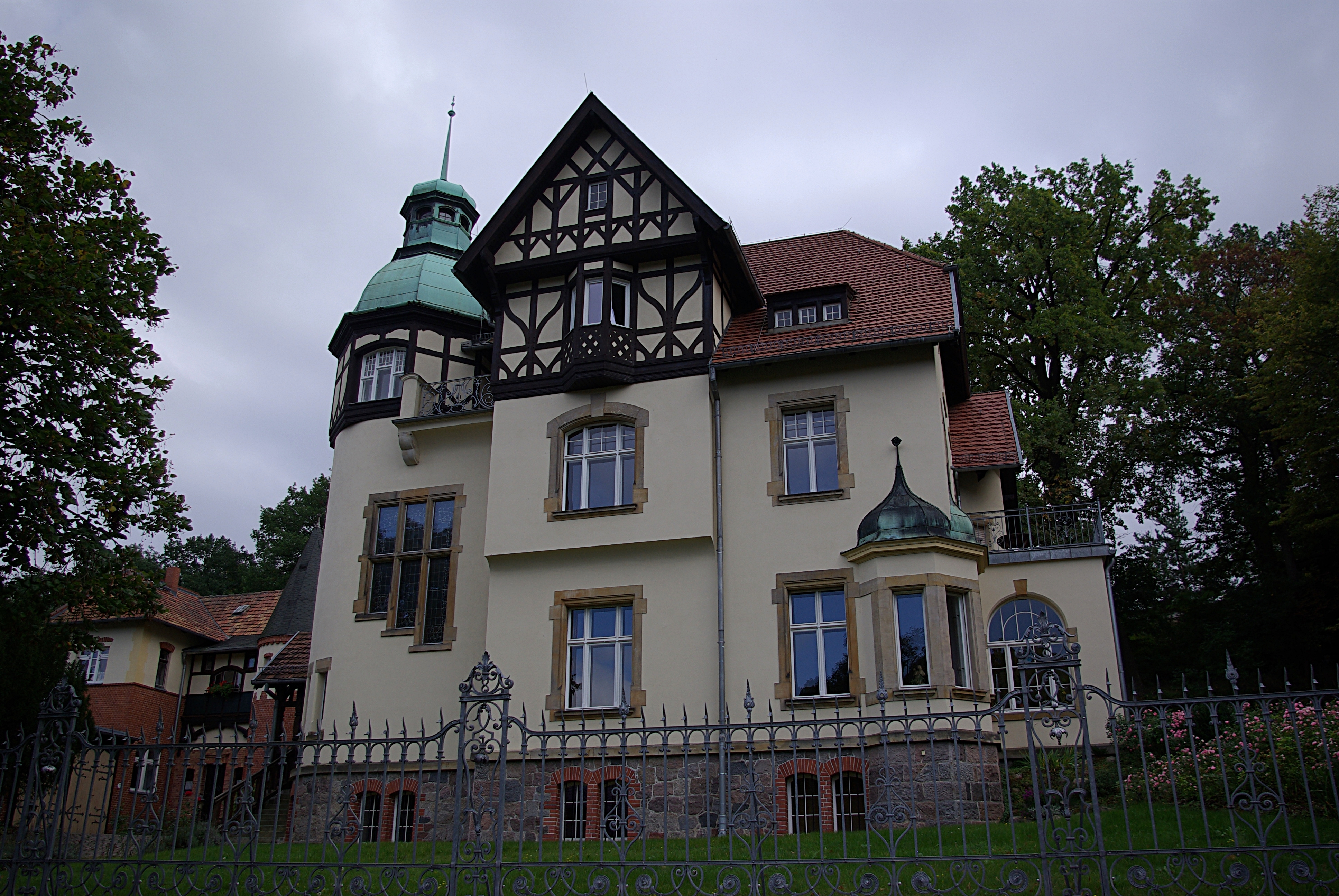
Das Haus Goethestraße 17

Die Goethestraße ist eine Straße in Bad Freienwalde (Oder). In der Straße sind sechs Baudenkmale denkmalgeschützt. Eine genaue Aufstellung der denkmalgeschützten Häuser befindet sich in der Liste der Baudenkmale in Bad Freienwalde (Oder).

## Lage und Geschichte
Die Straße beginnt an der Wriezener Straße und endet an der Sonnenburger Straße. Sie läuft von Nordost nach Südwest und damit fast parallel zur Gesundbrunnenstraße. Erst geht die Gartenstraße ab, danach kreuzt die Melcherstraße. Von der Wriezener Straße bis zum Abzweig der Gartenstraße ist die Goethestraße eine Einbahnstraße. Die Hausnummerierung beginnt auf der linken Seite, an der Ecke Wriezener Straße und läuft hufeisenförmig zurück. Die Länge der Straße beträgt etwa 680 Meter.
Im 19. Jahrhundert war die Goethestraße nur ein kleiner Weg, der Name war damals Alte Brunnenstraße. Im Jahre 1868 wurde die Straße befestigt. 1873 wurde sie nach Kaiser Wilhelm I. umbenannt. Hier baute die obere Freienwalder Bürgerschicht ihre Häuser. Die Häuser stammen fast alle aus der Zeit von 1790 bis 1915. Es sind meist Villen im Stil des Historismus.

## Die Häuser
In der Goethestraße sind sechs Bauten denkmalgeschützt. Die interessanten Baudenkmale sind:
- Goethestraße, Jüdischer Friedhof

- Goethestraße 4a, Urnendenkmal: Das Urnendenkmal wurde 1821 errichtet. Es soll an ein Urnenfeld erinnern, welches etwa 3000 Jahre alt ist. Das Denkmal ist ein etwa drei Meter hoher Feldsteinobelisk.

- Goethestraße 12, katholische Pfarrkirche Maria Hilf mit Pfarrhaus: Die Kirche wurde am 6. April 1891 eingeweiht. Das Pfarrhaus wurde 1897 gebaut. Das Haus steht weit zurückgesetzt, rechts vom Chor. Die Kirche ist ein Saalbau ohne Turm und giebelständig. Ausgeführt wurde die Kirche als roter Ziegelbau mit Satteldach. Die Ausstattung im Inneren ist überwiegend aus der Zeit um 1960.

- Goethestraße 15, Villa: Die Villa wurde um das Jahr 1900 errichtet. Die Villa besteht aus zwei Teilen, einem zweigeschossigen giebelständigen Teil und einem eingeschossigen traufständigen Teil, der sich links anschließt. Der giebelständige Teil hat ein Walmdach, der traufständige Teil ein Satteldach. Links befindet sich eine Veranda, rechts ein Altan.

- Goethestraße 17, Turmvilla mit Nebengebäude und Einfriedung: Die Villa wurde laut Wetterfahne im Jahre 1899 erbaut. Bis 1945 war das Haus ein Wohnhaus, danach diente es als Gesundheitsamt und als Fördereinrichtung für nicht schulfähige Kinder. Die Villa ist zweigeschossig und hat einen Turm. Die Fassade und das Dach sind mit Erker, Altan, Risalit und Giebel versehen, wobei Feldstein, Sandsteinrahmungen, Zierfachwerk und Kupferblech verwendet wurde.

- Goethestraße 26, Villa mit Nebengebäuden: Die Villa vor dem Jahre 1898 erbaut.

- Goethestraße 27, Villa: Die Villa wurde um 1895 erbaut.